# NGC 2808
NGC 2808 es un cúmulo globular en la constelación austral de Carina. Se encuentra a medio camino entre Aspidiske (ι Carinae) y Miaplacidus (β Carinae). De magnitud aparente 6,2, es un cúmulo muy compacto (clase I). Se encuentra a 31.200 años luz de la Tierra y a 36.200 años luz del centro galáctico. Fue descubierto por James Dunlop en 1826.
Análisis llevados a cabo con el telescopio espacial Hubble evidencian que el nacimiento fue en tres distintas generaciones de estrellas formadas muy tempranamente en la vida del cúmulo. Todas ellas nacieron en un lapso de 200 millones de años, muy tempranamente, en este cúmulo masivo de 12.500 millones de años de edad.
Usando la Cámara Avanzada para Investigaciones del Hubble se ha medido el brillo y color de las estrellas del cúmulo, permitiendo a los astrónomos clasificar diferentes poblaciones de estrellas. Se han encontrado tres distintas poblaciones, ya que cada generación sucesiva aparece ligeramente más azul. Esta diferencia de color sugiere que las generaciones sucesivas contienen diferente mezcla de algunos elementos químicos.
En general se piensa que los cúmulos globulares producen una única generación de estrellas, debido a que la energía radiada en esta primera generación estelar expulsa el gas residual necesario para la formación de estrellas nuevas. Pero en NGC 2808, dos o tres veces más masivo que los cúmulos globulares típicos, la gravedad puede haber retenido el gas enriquecido con helio de las primeras estrellas. 
Otra posible explicación para las múltiples poblaciones estelares en NGC 2808 puede ser que se trata de un falso cúmulo globular. El grupo de estrellas puede ser una galaxia enana despojada de la mayor parte de su material debido a la captura por otra galaxia.